# Ramón Campabadal
Ramón Campabadal es un exfutbolista español, integrante de la plantilla que ganó la primera liga española con el Fútbol Club Barcelona en 1929. Jugaba en la posición de delantero.
Su estreno fue el 24 de marzo de 1929 en un F.C. Barcelona 5 - C.D. Europa 2. En total jugó con el Barça solo cuatro partidos, marcando un gol.

## Palmarés
| Título | Club                  | Año  |
| ------ | --------------------- | ---- |
| Liga   | Fútbol Club Barcelona | 1929 |

## Equipos
| Club                  | País   | Año  |
| --------------------- | ------ | ---- |
| Fútbol Club Barcelona | España | 1929 |